# Стара сграда на ОУ „Братя Миладинови“
Старата сграда на Основно училище „Братя Миладинови“ (на македонска литературна норма: Стара зграда на ОУ „Браќа Миладиновци“) е историческа училищна сграда в град Струга, Република Македония. Заедно със съседната сграда на министерството на образованието, е обявена за значимо културно наследство на Република Македония.

## История
Сградата е разположена на улица „Владо Малески“ (бивша „Партизанска“) № 4. Построена е в 1934 година като сграда за основно училище. По време на Втората световна война италианските, а по-късно германските войски я използват за казарма. В 1944 – 1945 година също се използва за казарма от Югославската народна армия. След 1945 година отново работи като основно училище.

## Архитектура
Сградата има правоъгълна основа с партер и горен етаж. Изградена е от тухли. Междуетажната и покривната конструкция са дървени, а покривът е с керемиди. Между етажите и под стряхата има хоризонтални фризове. На северната фасада на етажа има балкон с ограда с балюстради, поддържан от многоъгълни колони, а над него централно на фасадата има полукръгъл тимпанон, който в миналото е бил декориран.